# Road Trip (De Vet Du-låt)
Road Trip är en låt av svenska musikgruppen De Vet Du. Låten skrevs av Johan Gunterberg och Christopher Martland. Den deltog i Melodifestivalen 2017 och kvalificerade sig till andra chansen från den första semifinalen den 4 februari 2017.

## Låtlista
| 1. | Road Trip | 3:10 |